# Verbascum adzharicum
Verbascum adzharicum är en flenörtsväxtart som beskrevs av Gritsenko. Verbascum adzharicum ingår i släktet kungsljus, och familjen flenörtsväxter. Inga underarter finns listade i Catalogue of Life.